# 方梁
方梁（16世紀—16世紀），字子牙，江西廣信府弋陽縣人，明朝政治人物。

## 生平
方梁是嘉靖三十一年（1552年）壬子科江西鄉試舉人，授景陵縣知縣，治獄公平，執法不阿。有人贈送金錢給他，他生氣得拿杯子擲對方，參與飲宴時拒絕女樂，對他人說：「暮夜碎瓷甌，何來清白？楊震當席辭去女樂，堅貞不愧山東男子。」獲巡撫嘉獎，後官至高州通判，死後入祀景陵名宦祠。

## 引用
1. 1 2  同治《弋陽縣志·卷九·人物志》：方梁，字子牙，嘉靖壬子舉人，任景陵令，治獄甚平，執法不阿，有私謁餽金者，作色擲甌拒之；同官邀飲力辭女樂，為人之語曰：「暮夜碎瓷甌，清白何殊？楊震當筵辭女樂，堅貞不愧魯男。」巡撫范嘉獎之，陞高州通判，尋擢守本郡，祀景陵名宦。 陳志